# Павловац (Баня-Лука)
Павловац (серб. Павловац / Pavlovac) — село в общине Баня-Лука Республики Сербской Боснии и Герцеговины. Население составляет 1934 человека по переписи 2013 года.